# 星の王女2
『星の王女2』（ほしのおうじょ2）は、美蕾が2004年2月29日に発売した、パーソナルコンピュータ向け、18禁女性用恋愛アドベンチャーゲームである。

## 概要
前作『星の王女』から2年後を舞台にしている。前作のメインキャラクターであった立花和希は死去しているが本作でも登場している。

## 主な登場人物
立花 未来（たちばな みらい）
21歳。主人公。
田中 康平（たなか こうへい）
声 - 霜月亮平
20歳。身長179cm、体重70kg。
未来の幼馴染。サッカー選手になるという夢を叶え、イタリアに一時渡った。
相馬 隼人（そうま はやと）
声 - 成田剣
31歳。身長182cm、体重68kg。
未来の亡き兄の主治医。
里見 修二（さとみ しゅうじ）
声 - 富士爆発
37歳。身長182cm、体重70kg。
未来の通う大学の教授。
木村 望（きむら のぞむ）
声 - 紫原遥
20歳。身長164cm、体重57kg。
未来の後輩。
堂本 広（どうもと ひろし）
声 - 沖野靖夫
20歳。身長173cm、体重65kg。
康平の親友。
篠原 達也（しのはら たつや）
声 - 多恵忍
20歳。身長167cm、体重63kg。
未来の同級生。
月影 葵（つきかげ あおい）
声 - 原田ひとみ
27歳。身長169cm体重48kg。
立花 和希（たちばな かずき）
声 - 紫花薫
25歳で他界した、未来の義理の兄。
谷川 春子（たにがわ はるこ）
声 - 美咲ゆうか
20歳。身長158cm。
未来の同級生で親友。
ゆかり
声 - みかん
身長164cm。
高橋 加奈子（たかはし かなこ）
声 - みかん
18歳。身長157cm。
未来の通う大学の理事長の娘。
千早丸（ちはやまる）
声 - 霜月亮平
城を追われた元の八上城主。秀春を憎み、共に追われた実姉のために強くなりたいと願っている。容姿は康平に瓜二つ。
秀春（ひではる）
声 - 成田剣
現在の八上城主。身体が弱い。容姿は隼人に瓜二つ。
明智 光希（あけち こうき）
声 - 富士爆発
戦略家で野心家だが、性格は明るい。容姿は眼鏡を取った里見と瓜二つ。
織田 信司（おだ しんじ）
声 - 紅大君
光希とともに天下統一を目指す。